# Aufstand im Irak 1991
Der Aufstand im Irak 1991, auch Raperîn (kurdisch ڒاپه‌ڒین ‚Revolution‘), ereignete sich während und kurz nach dem Zweiten Golfkrieg im März 1991. Schiiten und Kurden sahen sich auf Grund der militärischen Niederlage Saddam Husseins gegen die Alliierten zu diesem Schritt ermutigt. Allerdings hatte Saddam Hussein wegen des zuvor in Kraft getretenen Waffenstillstandes die nötigen Truppen zur Verfügung, um den Aufstand blutig niederzuschlagen.
Um die Aufständischen zu schützen, wurde von den Alliierten im Norden und im Süden des Iraks Flugverbotszonen eingerichtet. Dennoch fühlten sich die meisten Aufständischen durch den Westen verraten, da sie ein weiteres Vorrücken der Allianz erwartet hatten und erst der Waffenstillstand Saddam die Möglichkeit gegeben hatte, den Aufstand zu unterdrücken.
Eine Folge dieses Aufstandes war die faktische Autonomie der Kurden im Nordirak und die Schaffung der kurdischen autonomen Region.

## Vorgeschichte

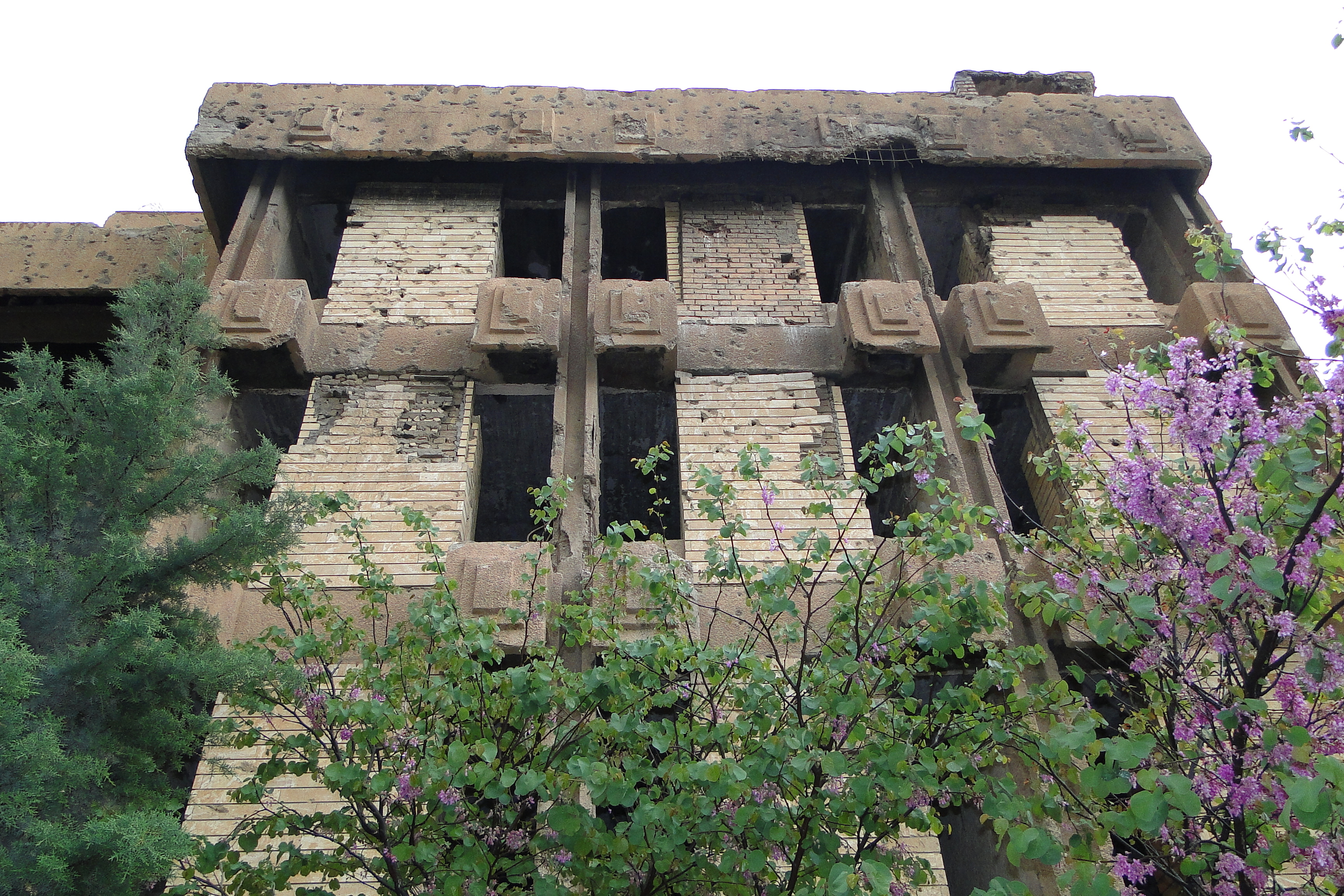
Fassade des ehemals roten Sicherheitsgebäudes in Sulaimaniyya, in welchem Oppositionelle aus der Kurden-Region von Baathisten über Jahrzehnte gefoltert und ermordet wurden

Nachdem das Autonomie-Abkommen zwischen den Kurden unter Führung Mustafa Barzanis Demokratischer Partei Kurdistans und dem irakischen Staat unter Saddam Hussein in den 1970er Jahren von Barzanis Guerilleros dann doch nicht akzeptiert worden war, erlitten diese 1975 zunächst eine schwere Niederlage gegen die irakischen Truppen. Von Barzanis KDP spaltete sich die Patriotischen Union Kurdistans ab, deren Generalsekretär der spätere Staatspräsident Dschalal Talabani war, und setzte ab 1984 den bewaffneten Kampf gegen das Regime in Bagdad fort. Während des Ersten Golfkrieges zwischen dem Irak und dem Iran verstärkte sich der Konflikt zwischen kurdischen Peschmerga und der Zentralregierung in Bagdad, es kam wieder verstärkt zu Zusammenstößen sowohl mit der KDP als auch der PUK. Hierbei erlitten die kurdischen Kämpfer jedoch wiederholt Verluste und konnten auf lange Sicht keine nennenswerten Gebietszuwächse gegen das damals hochgerüstete irakische Militär verbuchen.

## Verlauf

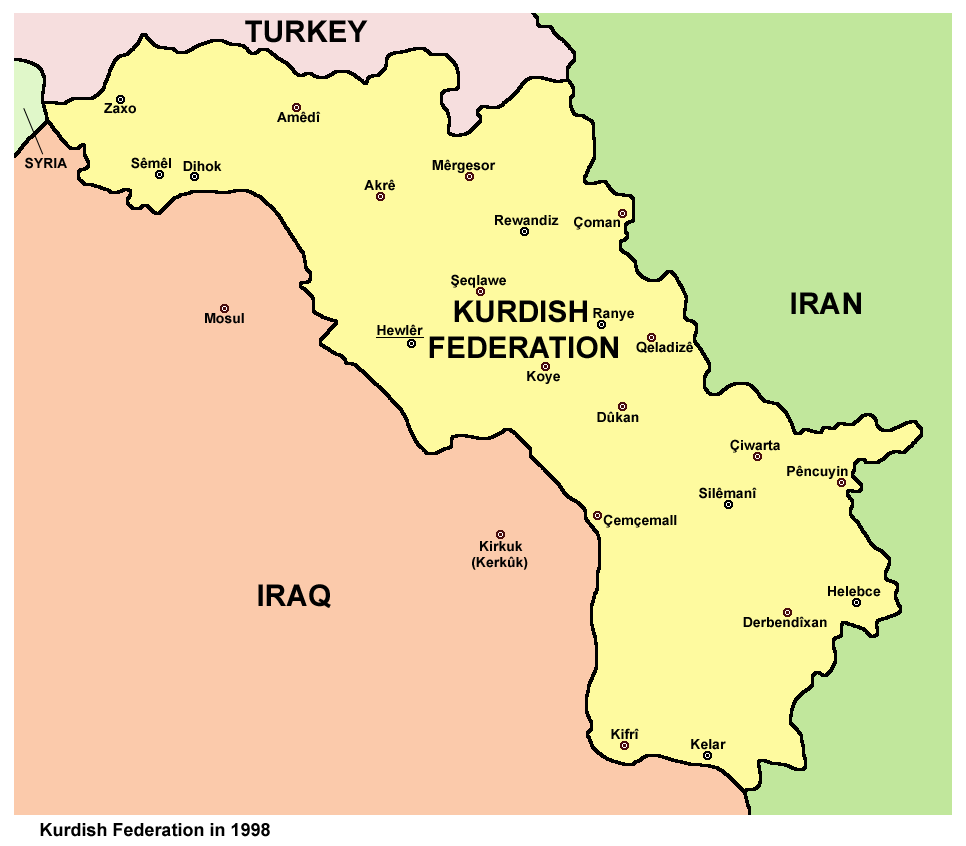
Kurdisches Autonomiegebiet ab 1991

Durch das Vorrücken der US-Truppen ermutigt und durch George H. W. Bush in einer am 15. Februar gehaltene Rede dazu aufgefordert, erhoben sich zunächst die Schiiten am 3. März 1991 gegen die Herrschaft Saddam Husseins. Wenige Tage später schlossen sich schließlich auch die Kurden im Norden dem Aufstand an.
Kurz nach dem Ausbruch des Zweiten Golfkrieges desertierten kurdische Angehörige der irakischen Streitkräfte und befreiten gemeinsam mit den Peschmerga der Patriotischen Union Kurdistans am 5. März die Stadt Ranya von der Baath-Herrschaft. Kurden innerhalb der irakischen Armee wurden zuvor über Rundfunk aufgefordert die irakische Armee zu verlassen und sich dem kurdischen Aufstand anzuschließen. Auch die Zivilbevölkerung folgte diesem Aufruf.
Schon am 7. März wurde die kurdische Großstadt Sulaimaniyya von den Peschmerga befreit. Angehörige der Baath-Partei wurden inhaftiert; später vor Gericht gestellt und hingerichtet. Einfachen irakischen Soldaten wurde Pardon gewährt und eine Heimkehr in die arabische Region des Irak erlaubt.
Nach diesen Erfolgen und dem Vormarsch der PUK Richtung Erbil schloss sich die rivalisierende Demokratische Partei Kurdistans dem Aufstand an und befreite gemeinsam mit Peschmerga anderer kurdischer Organisationen die Stadt Dohuk. In einer großangelegten Offensive begannen am 20. März die Truppen der PUK einen Angriff auf die ölreiche Stadt Kirkuk. Diese Stadt hat eine symbolische Bedeutung für die Kurden, da sie für die Kurden des Iraks als die eigentliche kurdische Hauptstadt gilt.
Bis Mitte des Jahres waren nahezu alle Gebiete mit hauptsächlich kurdischer Mehrheitsbevölkerung im Norden des Irak unter kurdischer Kontrolle. Zudem wurde die Stadt Mossul, die einen hohen Anteil an Arabern aufweist, auch unter die Kontrolle der kurdischen Rebellen gebracht. Diese betrachten Mossul als historisch kurdische Stadt.
Da aber bereits am 12. April der Waffenstillstand zwischen den Alliierten und dem Irak in Kraft trat, hatte Saddam nun die Mittel, um sowohl den Aufstand der Kurden, als auch den der Schiiten niederzuschlagen. Im Zuge der Rückeroberung der heiligen Städte Nadschaf und Kerbela kam es zu schweren Verwüstungen und Plünderungen der lokalen Heiligtümer durch die Truppen Saddams. Ebenfalls wurde Ajatollah al-Choei festgenommen und nach einer demütigenden Vorführung im Fernsehen unter Hausarrest gestellt.

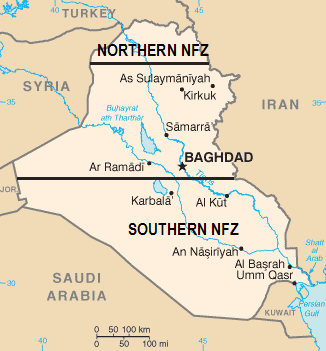
Flugverbotszonen über dem Irak

Zum Schutz der Aufständischen wurde im April von der UN eine Flugverbotszone über dem Nordirak verhängt. Erst am 25. August 1992 wurde auch eine Flugverbotszone über den größtenteils von Schiiten bewohnten Südirak von der US-Regierung errichtet. Einerseits kam aber diese Unterstützung zu spät, andererseits betraf das Flugverbot nur Flugzeuge, so dass Saddam immer noch Kampfhubschrauber gegen die Aufständischen einsetzen konnte. Auch ist davon auszugehen, dass die Luftwaffe für die Niederschlagung des Aufstandes nicht zwingend erforderlich war, da Saddam genug Bodentruppen zur Verfügung hatte.
Während der Auseinandersetzung kamen zahlreiche Menschen ums Leben. Alleine die schiitischen Aufständischen hatten 30.000–60.000 Todesopfer zu beklagen.

### Weiteres
Als die aufständischen Schiiten im März die Stadt Nadschaf befreiten, ernannte der Geistliche Ajatollah Abu l-Qasim al-Choei ein aus fünf Personen bestehendes Komitee um das Gemeinwohl zu schützen. Ebenfalls versuchte er durch seinen Sohn Kontakt mit den US-Truppen aufzunehmen, um den Aufstand mit deren Vormarsch zu koordinieren.
Die Städte Mossul und Kirkuk konnten jedoch von irakischen Truppen zurückgewonnen werden. 

## Haltung der USA
Bush beabsichtigte vermutlich mit seiner Rede, den Anstoß zu einem Putsch oder eine Palastrevolte gegen Saddam Hussein zu geben. Als sich dann aber die Kurden und Schiiten erhoben, befürchtete er eine Spaltung des Iraks entlang ethnischer und konfessioneller Linien. Darüber hinaus sah er die Gefahr einer iranischen Einflussnahme auf die irakische Politik, sollte der Aufstand erfolgreich sein.
Aus diesen Gründen erfuhren die Aufständischen keine Unterstützung von den alliierten Truppen. Es wird sogar davon ausgegangen, dass die Angst vor einer iranischen Einflussnahme einer der Gründe für den Waffenstillstand zwischen den Alliierten und dem Irak war. Zudem misstrauten die Vereinigten Staaten der kurdischen Oppositionsbewegung, da sich ihr auch Sozialisten und Kommunisten angeschlossen hatten. Ferner hatten sie die Befürchtung, dass sich hierdurch der inner-irakische arabisch-kurdische Konflikt verschärfen könnte.
Die Bush-Regierung hatte es versäumt, dieses Szenario vorherzusehen und hat damit zu einer Tragödie beigetragen, die über Generationen die Haltung vieler Iraker gegenüber den Absichten und dem guten Willen der Vereinigten Staaten beeinträchtigt hatte.

## Verfilmung
Die Niederschlagung des Schiitenaufstandes ist auch Gegenstand des satirischen Kriegsfilmes Three Kings – Es ist schön König zu sein mit George Clooney und Mark Wahlberg.